# Ali
 For alternative betydninger, se Ali (flertydig). (Se også artikler, som begynder med Ali)
ʿAlī ibn Abī Ṭālib (arabisk: علي بن أبي طالب, persisk: علی پسر ابو طالب) var den islamiske profet Muhammeds svigersøn og fætter og indtager en fremtrædende stilling inden for islam. Shiamuslimer mener, at han er den første af de tolv ufejlbarlige imamer, der er Muhammeds retmæssige efterfølgere som leder af muslimerne. Ifølge shiamuslimer havde Muhammed selv forudsagt, at de rette efterfølgere var "tolv personer fra Quraysh-stammen", og at Ali var den første mand, som troede på Muhammeds åbenbaringer fra Gud. Ali var på det tidspunkt omkring ni år. Ifølge sunnimuslimer var han den fjerde "retledte" kalif efter Abū Bakr, ʿUmar og ʿUthmān.

## Liv og virke
Ali er født omkring år 600 på den 13. dag i den islamiske måned rajab. Alis far, Abu Talib, var vogteren af Kabaen i Mekka og en sheikh i klanen Banu Hashim, en vigtig gren af den magtfulde Quraysh-stamme. Han var også onkel til Muhammed. Alis mor, Fatima bint Asad, tilhørte også Banu Hashim, hvilket gør Ali til en efterkommer af Ishmael. Mange fortæller, at Ali blev født inde i Kabaen, hvor han forblev med sin mor i tre dage. Hans mor skulle have mærket de første veer, da hun besøgte Kabaen, og gik så ind i den og fødte sin søn.
Muhammed havde et tæt forhold til Alis forældre. Da Muhammad blev forældreløs og senere mistede sin bedstefar Abdul Muttalib, tog Alis far sig af ham. Ali blev født to-tre år, efter at Muhammed giftede sig med Khadija. Da Ali var fem eller seks år gammel, opstod hungersnød i og omkring Mekka. Fordi Alis far havde en stor familie at brødføde, tog Muhammed Ali til sig.
Muhammed fortalte i 623 Ali, at Gud havde befalet ham at gifte sin datter Fatima al-Zahra bort til Ali. Deres ægteskab varede til Fatimas død ti år senere. Så giftede Ali sig med andre kvinder. Ali deltog i næsten alle militære slag i Islams første tid. Muhammed udpegede Ali til en af dem, der skulle nedskrive Mohammeds åbenbaringer i Koranen fra de sidste to årtier.
En ny tid for Ali begyndte i 632, da Muhammed døde. I løbet af de næste 24 år tog Ali hverken del i militære slag eller havde nogen ledende rolle. Han brugte tiden med sin familie og arbejdede som bonde.
Ali blev udnævnt som kalif af Muhammeds følgere (Sahaba) i 656, da kalif Uthman ibn Affan blev myrdet. Han arvede derved Rashidun-kalifatet, der strakte sig fra Egypten i vest til Irans højsletter i øst. Alis regeringstid var præget af borgerkrig. I 661 blev han myrdet af en person fra Khariji-sekten i moskeen i Kufa.

## Mubahala-begivenheden
Nogle Shiamuslimer tolker en bestemt hændelse som bevis for, at Ali var Muhammeds ligemand. En delegation af arabiske kristne fra Najran (i dag Yemen) ankom til Muhammed i Medina for at diskutere religiøse anliggender. De var bl.a. uenige om, hvem Jesus var: Guds søn eller blot et menneske og profet. Muhammed skulle da have fået en åbenbaring fra Gud, der er kendt som mubahala-verset i Koranen:
”Og den, der strides med dig herom, efter at erkendelsen er kommet til dig, (til sådanne) skal du sige: Kom, lad os tilkalde vore sønner og jeres sønner, og vore kvinder og jeres kvinder, og os selv og jeres selv, og så bede hengivent og nedkalde Allahs forbandelse over løgnerne.” [Koranen 3:61]
Muhammed foreslog derfor, at hver part skulle bringe deres kvinder, sønner og ligemænd den næste morgen, og de skulle bede for at fremkalde Guds forbandelse over løgnerne, med henblik på at se, hvem der havde ret. Næste dag mødte Muhammed op med børnebørnene Hussein og Hasan (vore sønner), sin datter Fatima (vore kvinder) og Ali (os selv). Da de kristne så, at Muhammed havde taget sin familie med, ønskede de ikke at tage imod mubahala-udfordringen, fordi de nu var overbeviste om, at Muhammed var sandfærdig, for ellers ville han ikke have turdet tage de kæreste af sine slægtninge med. De enedes i stedet om at skulle betale jizya (en form for skat for ikke-muslimer).
Shiamuslimer hæfter sig ved, at verset siger: "..og vore selv og jeres selv.." (vore ligemænd og jeres ligemænd). Og på arabisk: "wa-ʾanfusanā wa-ʾanfusakum". Dette fortolkes på den måde at Muhammed skal tage den person med til mubahala, der ligner ham mest og er ham jævnbyrdig, her vælger han Ali. Dette anses af shiamuslimer, for at være et af flere beviser for, hvor stor en position Ali tillagdes.

## Testamente
Da Ali blev uhelbredeligt syg og forgiftet med Abdur-Rahman søn af Muljims sværd, gav Ali, følgende testamente til sine sønner Hasan og Hussein:
”Jeg råder jer til at frygte Allah, og tilstræb jer ikke de verdslige fornøjelser, selvom de tilstræber sig jer. Sørg ikke over de ting i denne verden, som er blevet nægtet jer. Sig sandheden og handl i forventning efter belønning. Vær fjender imod undertrykkeren og hjælpere imod den undertrykte.
Jeg råder jer, og alle mine børn og nærmeste, og til alle dem disse ord når at frygte Allah, at holde forholdene på plads og overholde de gode relationer iblandt jer selv, da I sandelig har hørt jeres bedstefader (Profeten) sige: Forbedringen af de indbyrdes forskelle, er bedre end den almindelige bøn og fasten.
Frygt Allah og tænk på Ham, hvad angår de forældreløse børn. Lad dem ikke sulte og lad dem ikke lide i jeres tilstedeværelse.
Frygt Allah, og lad Ham være midtpunktet mellem jer og jeres naboer, da de havde del i Profetens råd. Han sagde så godt om dem, at man ville tro, at de havde del i arven.
Frygt Allah og lad Ham være midtpunktet i Koranen. Ingen bør være dygtigere end jer til at handle efter den.
Frygt Allah, og lad Ham være midtpunktet i jeres bøn, fordi den er en søjle i jeres religion.
Frygt Allah, og lad Ham være midtpunktet i jeres Herres Hus (Kabaen). Svigt det ikke, så længe I liver, for hvis den er svigtet, så vil I ikke opnå frelse.
Frygt Allah, og lad Ham være midtpunktet i jeres Jihad (stræben), ved hjælp af jeres ejendom, liv og tunger.
Respekter slægtskabet og giv fra jer til andre. Undgå at gå fra hinanden, ved alvorlige indbyrdes forhold. Giv ikke op, med at påbyde det gode og forbyde det onde, så de ondskabsfulde ikke får fremgang i deres status over jer; for hvis I beder, vil jeres bønner ikke accepteres.”

## Samtidig omtale af Ali
De islamiske kilder til Alis liv er først skrevet ned flere hundrede år efter hans død. I 680 evt. skriver George af Resh'aina om år 658 at "...da Muawiya havde sluttet fred med kejser Constans, startede en krig mod Abu Turab, emiren af Hira, og slog ham ved Siffin". Abu Turab skulle være et andet navn for Ali.
I den Maronitiske Krønike står om året 658: "Muawiya fik hans søsters søn Hudfayfa dræbt. Ali blev slået mens han bad ved Hira. Muawiya drog ned til Hira og fik tilslutning fra de arabiske stammer i området."
Hvis fortolkningen af disse kilder er korrekt, var Ali ikke kalif men emir af al-Hirah, som var hovedby i det tidligere arabiske kongerige Lakhmid i den sydlige del af det nuværende Irak, og han blev dræbt tidligere end det angives i den islamiske tradition.